# 天草陶石
天草陶石（あまくさとうせき）は、天草下島で採掘される粘土の鉱石（陶石）である。陶磁器の原料として広く利用されており、日本で産出される陶石（磁器原料）の8割を占める。天草陶土、天草石とも呼ばれる。

## 性質
粉砕して加水すると可塑性の高い粘土になり、他に添加物がなくても均一に焼結して磁器となる。チタンや鉄の成分が少ないことから白色で電気絶縁性の高い素材を製造することができ、白磁や高電圧用碍子などの主原料に適する。
主成分として二酸化ケイ素を78-80パーセント、酸化アルミニウムを13-14パーセント、酸化カリウムを3パーセント含有する。鉱物としては粒径数10マイクロメートルの石英、長さ20-100マイクロメートルで薄片状の絹雲母、粒径10マイクロメートルのカオリナイトを含み、他にディッカイト、レクトライト、トスダイトを含むものもある。

## 分布

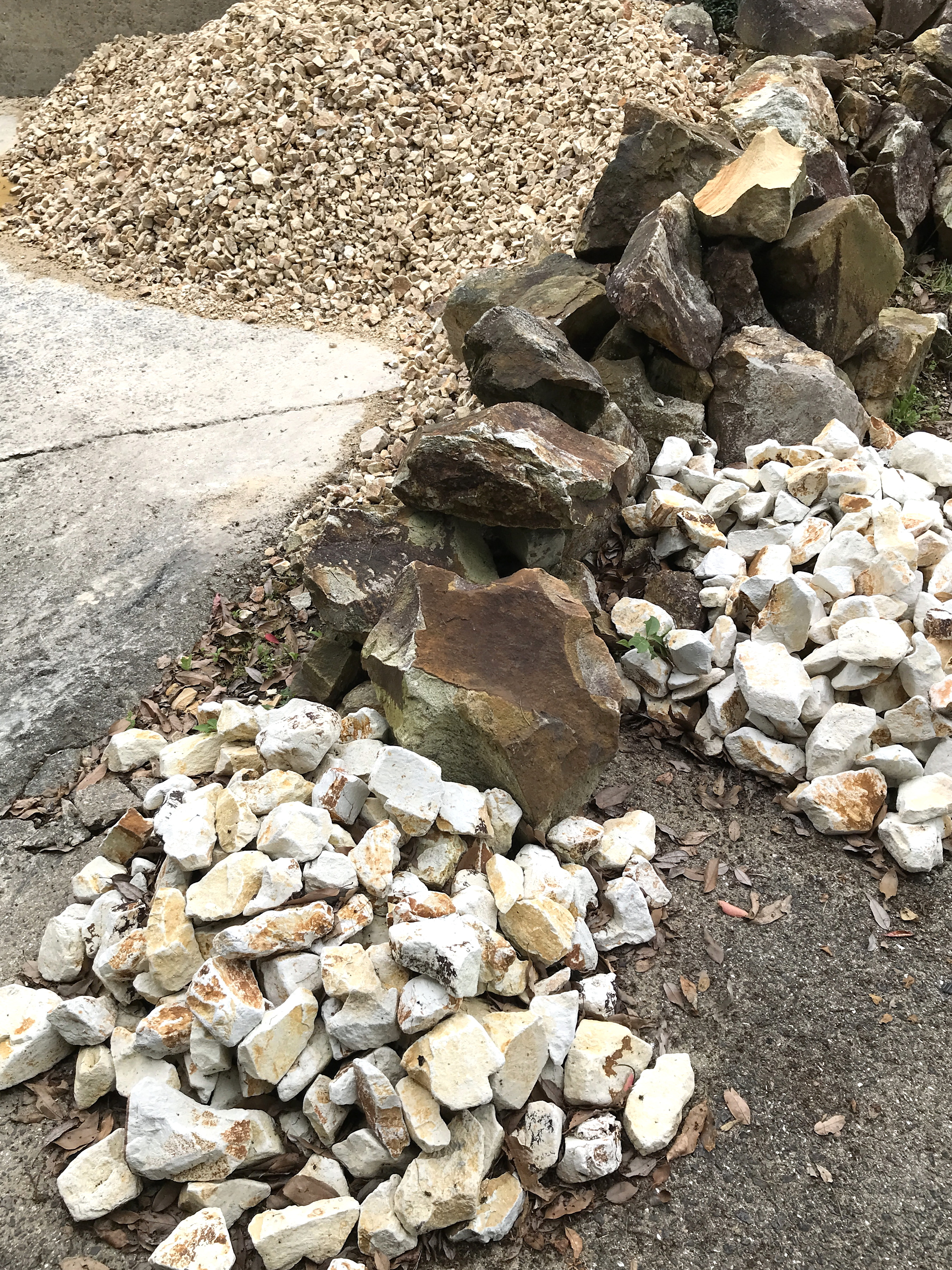
陶土工場の野積みの天草陶石（佐賀県）

鉱床は天草下島西部に分布する。最も大きな皿山脈と呼ばれる鉱脈は長さ4キロメートル、最大幅25メートルに及ぶ。他にも海岸脈や村山脈と呼ばれる鉱脈がある。古第三紀に形成された坂瀬川層群あるいは上島層群と呼ばれる地層、及び白亜紀に形成された姫浦層群と呼ばれる地層に貫入した流紋岩が、中新世に熱水の作用を受け変質して粘土となった。
17世紀後半に発見され、当初は砥石として利用されていた。18世紀初期から陶磁器の原料としても使われるようになった。1903年（明治36年）、白磁の原料として優れていることがわかり日本陶器合名会社（後のノリタケカンパニーリミテドやTOTO）の設立に寄与した。近年採掘が進み良質な鉱石の産出量は減少しつつある。